# Vaubaninsel
Die Vaubaninsel ist eine kleine Insel im Fluss Saar im deutschen Bundesland Saarland. Sie liegt im Altarm der Saar (Alte Saar) auf dem Gebiet von Saarlouis.
Auf der unbewohnten Insel, die über eine Fußgängerbrücke von Saarlouis erreichbar ist, befindet sich das 1973 errichtete Standbild des legendären Soldaten Lacroix.